# Valle de Tarma

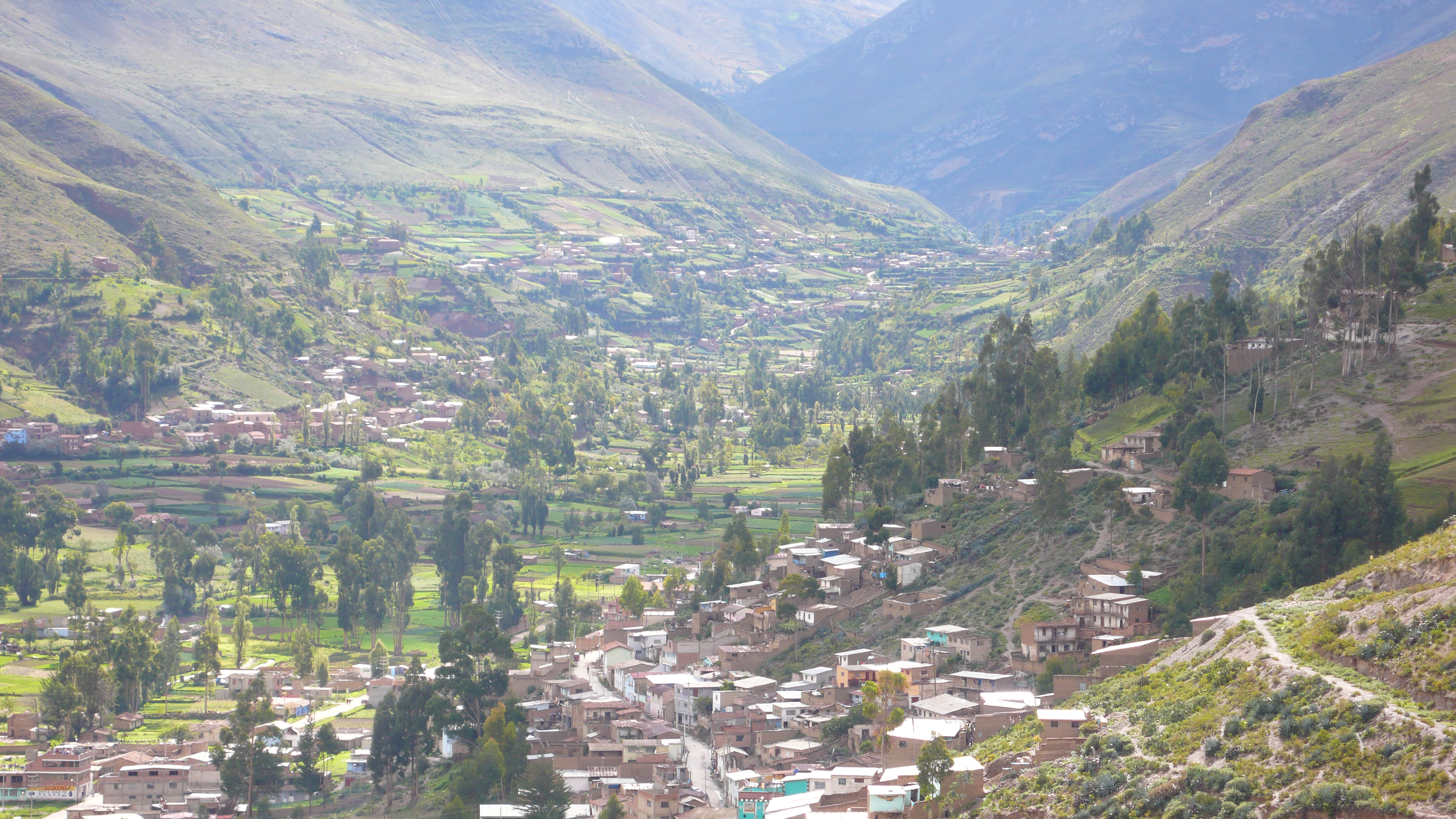
El Valle de Tarma por la ciudad de Tarma.

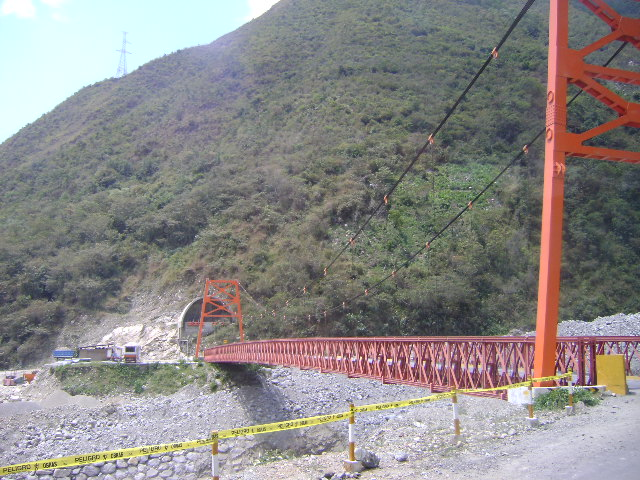
El fin del Valle de Tarma por el puente Yanango en la selva central.

El Valle de Tarma es un valle transversal fluvial andino, que conecta la sierra y la selva central del Perú. Es formado por el río Tarma.

## Etimología
El nombre del Río Tarma podría derivar de las palabras quechua tara y mayo, lo que significaría río de las taras (Caesalpinia spinosa).

## Ubicación
Se ubica en la Provincia de Tarma (Departamento de Junín), en los Distritos de Tarma, Acobamba y Palca.

## Ciudades
Las ciudades principales del Valle de Tarma son
- Tarma
- Acobamba
- Palca

## Zonas naturales
El Valle de Tarma conecta las zonas quecha y yunga según el sistema del Geógrafo peruano Javier Pulgar Vidal.

## Economía
Las principales actividades económicas son el comercio —por su función conectiva entre sierra y selva— y la agricultura, sobre todo la floricultura y la producción de hierbas aromáticas. Sus paisajes culturales y las ciudades de estilo republicano y colonial son importantes recursos para el creciente rubro turístico.

## Galería

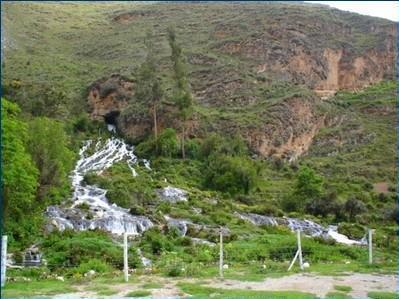

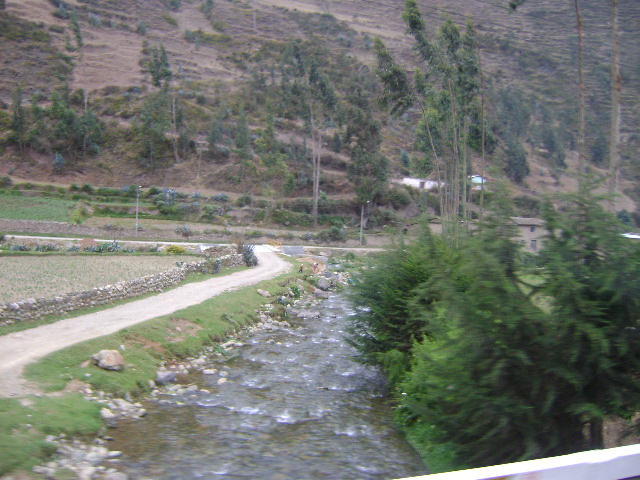
Distrito de Palca

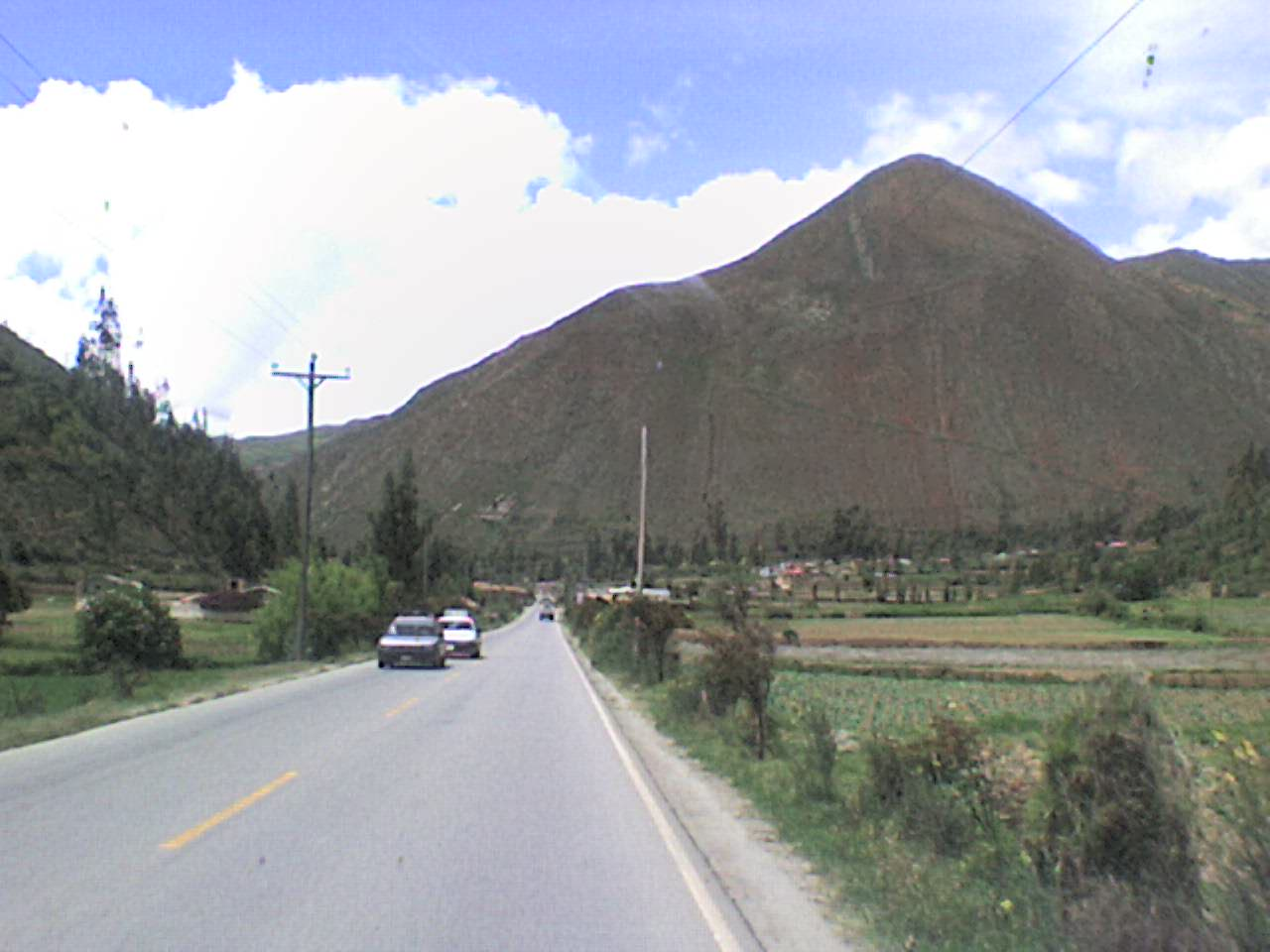
Vilcabamba, Palca

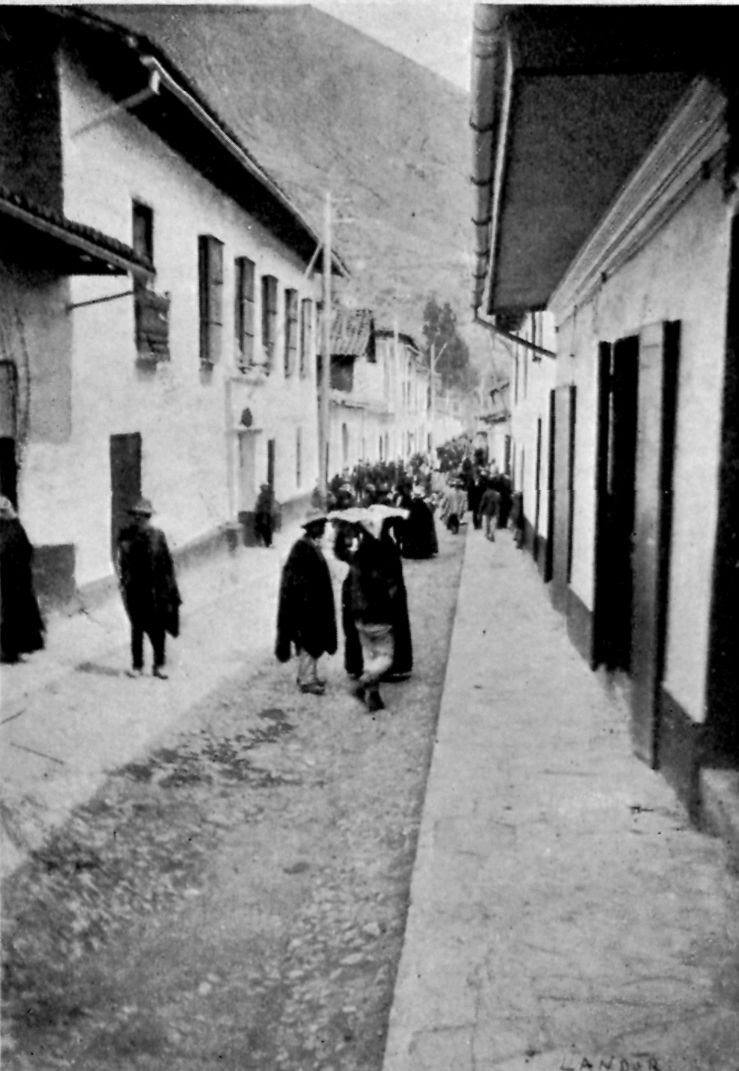